# Prosopocera nivea
Prosopocera nivea là một loài bọ cánh cứng trong họ Cerambycidae.